# Discouraged Ones
Discouraged Ones ist das dritte Studioalbum der schwedischen Metal-Band Katatonia. Es erschien im Jahr 1998 bei Avantgarde Music.

## Entstehung und Veröffentlichung
Nach Brave Murder Day gab Mikael Åkerfeldt den Posten des Sängers wieder an Jonas Renkse ab, Mikael Oretoft stieß als Bassist zur Band und Anders Nyström übernahm nun neben der Gitarre die Keyboards. Im Sommer 1997 nahmen sie ein neues Album auf, Musik und Texte stammten von Nyström und Renkse. Discouraged Ones wurde von der Band produziert, Åkerfeldt fungierte für den Gesang als Koproduzent. Zwei Stücke erschienen vorab auf der EP Saw You Drown. Das Album wurde von Avantgarde Music auf CD und LP veröffentlicht, über Peaceville Records erschien 2007 eine remasterte Fassung mit Bonus-Titeln.

## Titelliste
1. I Break – 4:22
2. Stalemate – 4:20
3. Deadhouse – 4:36
4. Relention – 3:37
5. Cold Ways – 5:21
6. Gone – 2:48
7. Last Resort – 4:36
8. Nerve – 4:31
9. Saw You Drown – 5:03
10. Instrumental – 2:51
11. Distrust – 4:56

Bonus-Titel
1. Quiet World – 4:29
2. Scarlet Heavens – 10:26

## Stil
Katatonia lassen mit dem Album frühere Doom- und Death-Metal-Einflüsse weitgehend hinter sich, behalten aber ihren düster-traurigen Stil bei und zeigen nun auch Anklänge an den Gothic Rock. Auf Discouraged Ones findet sich kein gutturaler Gesang mehr, William York von Allmusic hört in Renkses klarer Stimme stellenweise Ähnlichkeiten zu Robert Smith. Neben den melancholischen Gesangsmelodien sind einige ebenso melancholische Gitarrenlinien und v. a. viele schwere Riffs zu hören, die wie die oft langsamen Rhythmen insgesamt minimalistisch und repetitiv arrangiert sind.

## Rezeption
Das Album wurde von der Presse positiv aufgenommen. William York von Allmusic lobt die „subtilen Melodien, minimalistischen Rhythmen und äußerst melancholischen Stimmungen“. Im Rock Hard wurde Discouraged Ones als „ein Hörerlebnis der Güteklasse 1A, geprägt von Melancholie, Trauer und Düsternis“ bezeichnet, das „der Band viele Sympathien bringen und sie einen gewaltigen Schritt nach vorne katapultieren“ wird. Yannick Lengkeek von metal1.info resümiert: „Auch wenn Katatonia ‘bedeutendere’, ‘ergreifendere’ und ‘vielschichtere’ [sic!] Werke erschafft haben mögen, so ist dieses Album immer noch eines ihrer wichtigsten, zeugt es doch wie kein anderes davon, was für kreative und begabte Musiker es sind, die einem so manchen grauen Regentag zu versüßen wissen.“